# Чи (телесериал)
Чи — американский драматический сериал, созданный Лина Уэйт о жизни в окрестностях на южной стороне Чикаго. Премьера состоялась на Showtime 7 января 2018 года. А 30 января 2018 года Showtime возобновили съёмки второго сезона, которые начались в июле того же года .

## Сюжет
В данном сериале повествуется о жителях бедных районов Чикаго со сложной криминальной средой. Афроамериканцы, живущие в южных районах Чикаго, вынуждены рисковать жизнью каждый день и искать возможность заработать. Подростки, обитающие в этих районах очень быстро взрослеют. Таков и главный герой Алекс Хибберт (это актёр): ему придётся слишком рано повзрослеть и приложить массу усилий, чтобы чего-то добиться в жизни.

## В ролях
- Джейсон Митчелл — Брэндон Джонсон
- Нтаре Мвине — Ронни
- Джейкоб Латимор — Эмметт
- Алекс Хибберт — Кевин
- Йолонда Росс — Джада
- Тиффани Бун — Джеррика
- Армандо Риско — детектив Крус
- Байрон Бауэрс — Мелдрик
- Соня Сон — Лаверн
- Ладонна Титтл — Этель
- Стивен Уильямс — Квентин «Кью»

## Производство
Съёмки фильма начались в Чикаго в апреле 2017 года.

## Отзывы критиков
Критический консенсус веб-сайта гласит: «Как оптимистический компаньон The Wire, Чи исследует сложности жизни на южной стороне Чикаго с нежным прикосновением и явной привязанностью к своим очаровательным персонажам». Сезон имеет средневзвешенный балл 73 из 100, что указывает на «в целом благоприятные отзывы».